# Российский исламский университет (Грозный)
Российский исламский университет имени Кунта-Хаджи — высшее и главное религиозное учебное заведение Чечни. Расположен в центре Грозного рядом с мечетью «Сердце Чечни». Основан в августе 2009 года, в 2016 году получил государственную лицензию. Является основным вузом Духовного управления мусульман Чеченской Республики.
В университете обучается около 300 студентов. Преподают в университете выпускники исламских вузов Иордании, Малайзии, ОАЭ, Саудовской Аравии, Сирии, Египта. Важной частью учебной программы является изучение наследия Кунта-Хаджи, именем которого назван университет.